# Младенов, Александр
Алекса́ндр Стойчев Младе́нов (болг. Александър Стойчев Младенов; 25 июня 1982, София, Болгария) — болгарский футболист, полузащитник.

## Карьера
В 1999 году стал игроком берлинской «Герты». В Бундеслиге дебютировал в 2002 году, в том же году вместе с клубом стал обладателем Кубка немецкой лиги. В сезоне 2004/05 выступал в «Карлсруэ», игравшей во второй Бундеслиге. По окончании сезона вернулся на Болгарию, где несколько месяцев снова провёл в составе ЦСКА. В начале 2006 года подписал контракт с клубом российского Высшего дивизиона «Томь» (Томск). 25 марта 2010 года Младенов годичный контракт с клубом «Краснодар». 19 июля 2010 года покинул клуб.
Вызывался в различные юношеские сборные Болгарии, был основным игроком молодёжной сборной.

## Достижения
- Обладатель Кубка немецкой лиги: 2002 («Герта»)